# Karol Struski
Karol Struski (Lublin, 18 de enero de 2001) es un futbolista polaco que juega en la demarcación de centrocampista para el Raków Częstochowa de la Ekstraklasa.

## Selección nacional
Tras jugar en la categoría sub-20, finalmente hizo su debut con la selección absoluta de Polonia el 21 de noviembre de 2023 contra Letonia en un partido que finalizó con un resultado de 2-0 a favor del combinado polaco tras los goles de Przemysław Frankowski y Robert Lewandowski.

## Clubes
| Club                       | País    | Año       | Partidos | Goles |
| -------------------------- | ------- | --------- | -------- | ----- |
| Jagiellonia Białystok      | Polonia | 2020      | 2        | 0     |
| GKS Górnik Łęczna (cedido) | Polonia | 2020-2021 | 29       | 1     |
| Jagiellonia Białystok      | Polonia | 2021-2022 | 29       | 1     |
| Aris Limassol FC           | Chipre  | 2022-2025 | 100      | 11    |
| Raków Częstochowa          | Polonia | 2025-     |          |       |

## Palmarés

### Títulos nacionales
| Título                     | Club             | País   | Año  |
| -------------------------- | ---------------- | ------ | ---- |
| Primera División de Chipre | Aris de Limassol | Chipre | 2023 |
| Supercopa de Chipre        | Aris de Limassol | Chipre | 2023 |